# Il visone sulla pelle
Il visone sulla pelle (That Touch of Mink) è un film commedia del 1962 diretto da Delbert Mann, interpretato da Cary Grant e Doris Day.
Come coprotagonisti figurano Gig Young, Audrey Meadows, John Astin e Dick Sargent. Appaiono in un cameo i campioni di baseball Yogi Berra, Mickey Mantle e Roger Maris, che interpretano se stessi.

## Trama
Cathy Timberlake, una ragazza ingenua e provinciale, incontra a New York il facoltoso Philip Shayne, dopo che la limousine di lui ha schizzato, passando su una pozzanghera, il vestito della donna mentre lei stava andando a un colloquio di lavoro, in una giornata piovosa. Impossibilitata a presentarsi al colloquio a causa dell'imprevisto, Cathy si reca all'Ufficio del Lavoro per riscuotere il suo sussidio di disoccupazione. Qui è soggetta alle avance dell'impiegato Beasley, il quale non vuol altro che portarla a letto.
Philip, che ha rintracciato Cathy e le ha poi pagato il lavaggio degli abiti, propone alla ragazza una relazione romantica, pur mettendo fuori questione un eventuale matrimonio. A fianco dei due protagonisti ci sono due personaggi gregari: Roger, il brillante consigliere finanziario di Philip, che è in cura da sette anni da uno psicanalista per i rimorsi che prova nell'aiutare il proprio capo ad agguantare nuove conquiste femminili e che rimpiange di aver lasciato l'insegnamento; e la compagna di stanza di Cathy, Connie Emerson, una donna smaliziata che sa quel che vuole Philip e mette continuamente in guardia l'amica. Roger racconta al suo analista, il dottor Gruber, tutti gli eventi accaduti a Shayne, dimenticandosi però di citare Cathy per nome. Come risultato, il dottor Gruber - spesso disinteressato di Roger disteso sul lettino poiché approfitta delle sedute per carpirgli informazioni finanziarie riservate e assentarsi - perde parti salienti del discorso del paziente, e per un equivoco crede che Roger abbia una relazione omosessuale con Philip.
Intanto Philip riesce a invitare Cathy a uscite e cene a New York. La porta a vedere una partita di baseball dei New York Yankees, ma le veementi rimostranze di lei durante l'incontro non fanno che portare all'esasperazione l'arbitro, il quale espelle pure i tre giocatori che danno ragione a Cathy.
Philip deve fare i conti con la propria coscienza: dopo aver invitato inizialmente Cathy alle Isole Bermude, egli si rimangia l'offerta, ottenendo l'effetto di convincere invece Cathy ad accettare la proposta. Le implicazioni erotiche del viaggio ingenerano nella donna una grande ansia, che si trasforma per reazione in un'eruzione cutanea nervosa. Il viaggio finisce subito e ciò aumenta l'imbarazzo e la frustrazione di Cathy, che non si sente all'altezza di affrontare la situazione. Ma la vacanza viene ripetuta una seconda volta: Cathy, questa volta decisa a superare la propria insicurezza, finisce per bere molto e si ubriaca mentre attende l'arrivo di Philip. In questo stato, precipita dalla terrazza dell'appartamento, cadendo sulle tende da sole dell'hotel. Davanti agli ospiti dell'albergo, Cathy, ancora brilla e stordita, viene riportata in camera. Philip fugge e torna a New York.
Roger e Connie, sicuri che Philip si sia innamorato di Cathy, spingono la ragazza ad andare ad un appuntamento con Beasley, che lei disprezza profondamente, allo scopo di suscitare la gelosia di Philip. Il piano ha successo: Philip e Cathy si sposano. La prima notte di nozze, sarà Philip ad essere a disagio e ad avere un attacco di orticaria di origine nervosa.
Mesi dopo, Cathy e Philip passeggiano al parco, con il loro neonato nella carrozzina, accompagnati da Roger. Mentre la coppia lascia solo Roger col bambino, per pochi attimi, arriva il dottor Gruber, che chiede a Roger come stiano andando le cose con Philip. Questi gli mostra orgogliosamente il neonato, creando un ennesimo malinteso col suo terapeuta.

## Riconoscimenti
- Il film venne proposto per 3 Academy Awards: per la miglior scenografia, per il miglior suono e per la miglior sceneggiatura originale.
- Si aggiudicò il Golden Globe per la miglior commedia e Cary Grant, attore principale, venne nominato per il premio di miglior attore, nella categoria musical/commedia.
- Vinse 4 Laurel Awards.